# Huya
(38628) Huya is een planetoïde uit de Kuipergordel. Huya werd op 10 maart 2000 door Ignacio Ferrin in Mérida in Venezuela ontdekt. Vooraleer Huya een definitieve naam kreeg was deze bekend als 2000 EB173.
De planetoïde beweegt zich op een gemiddelde afstand van 39,2 AE rond de zon. 
Huya werd genoemd naar de regengod van de in Venezuela en Colombia levende Wayúu-indianen.